# Administration apostolique de Harbin
L'administration apostolique de Harbin (en latin : administratio apostolica Harbina) est une église particulière de l'Église catholique en Chine, érigée en 1931.

## Territoire
L'administration apostolique couvre une partie de la province de Heilongjiang.

## Histoire
L'administration apostolique est érigée le 28 mars 1931.

## Cathédrale
La cathédrale du Sacré-Cœur de Jésus de Harbin est la cathédrale de l'administration apostolique.

## Administrateurs apostoliques
- 1931-1933 : Celso Costantini
- 1934-1946 : Mario Zanin
- vacant
- 1959-1992 : Peter Wang Rui-huan
- depuis 2011 : Joseph Zhao Hong-chun
- depuis 2012 : Joseph Yue Fu-sheng